# Stéphanie Félicité de Genlis

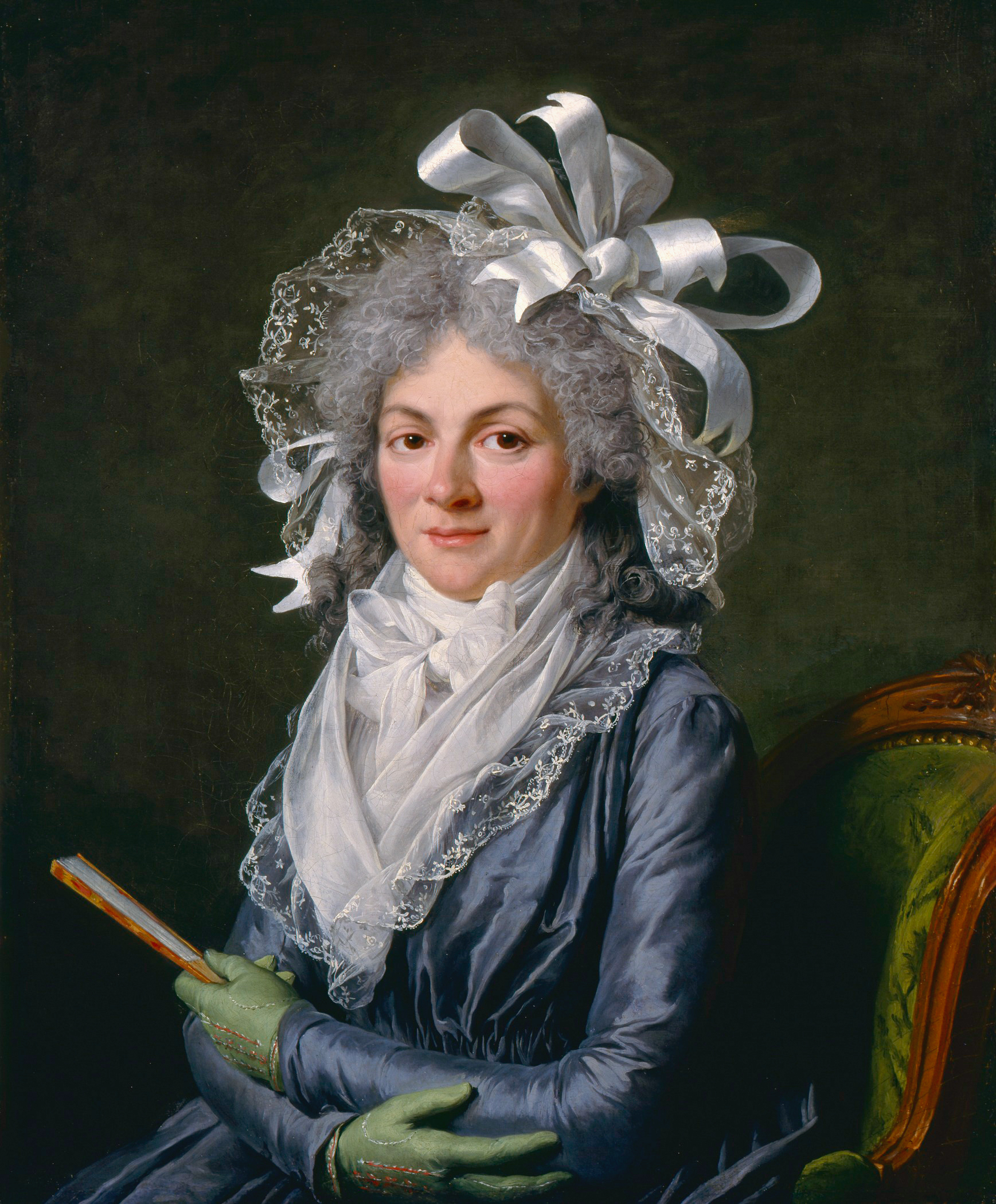
Portret pani Genlis pędzla Adélaïde Labille-Guiard

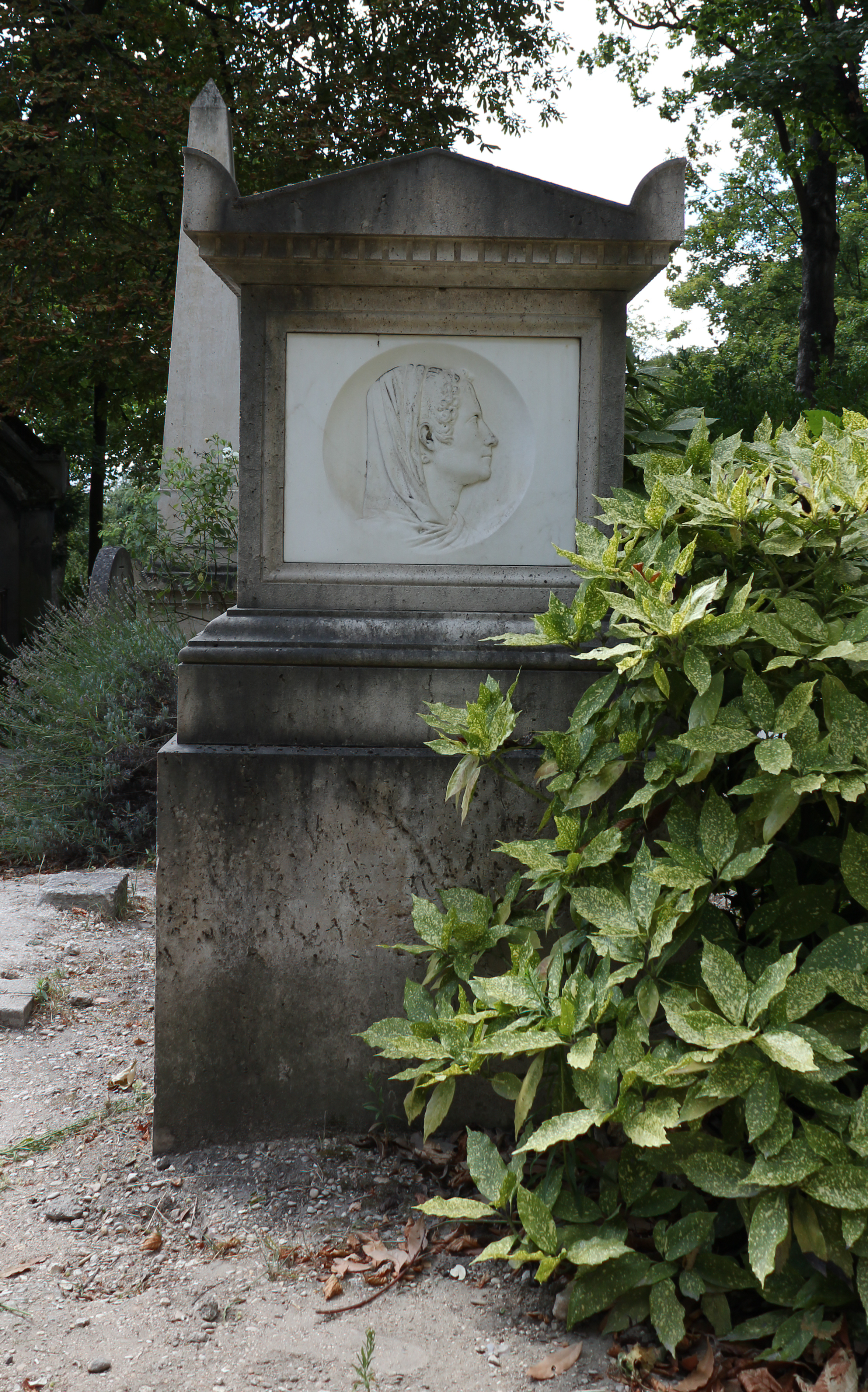
Grobowiec na Cmentarzu Père-Lachaise w Paryżu

Stéphanie Félicité du Crest de Saint-Aubin, Comtesse de Genlis (ur. 25 stycznia 1746 w Issy-l’Évêque, zm. 31 grudnia 1830 w Paryżu) – francuska pisarka i hrabina.
Autorka dydaktyczno-moralnych powieści dla młodzieży oraz swoich pamiętników z epoki. W powieści Wojna i pokój Lwa Tołstoja jako de Genlis przezywana była Wiera Rostowa przez inne dzieci, ze względu na pouczanie innych, co kojarzyło się z moralizatorskim i niesentymentalnym tonem książek francuskiej autorki.
Utwory wydane w Polsce (według Katalogu Biblioteki Narodowej):
- "Teatr dla użytku młodych" 1787, Wyd. Michał Gröll.
- "O religii uważaney jako jedyney szczęśliwości i prawdziwey filozofii zasadzie". 1789. Drukarnia J. K. Mci i Rzeczypospolitey u XX. Scholarum Piarum, Warszawa.
- "Teatr dla społeczności czyli komedye pani Genlis", 1789, Wyd. P. Dufour, Warszawa.
- "Adele y Teodor czyli Listy o edukacyi, zawieraiące w sobie wszystkie maxymy i prawidła stosowane do 3 układów edukacyi dam, mężczyzn i osób przeznaczonych do rządu." 4 tomy, wydanie w różnych latach XVIII/XIX w.
- "Wieczory zamkowe albo Ciąg nauki obyczaiow do poięcia młodzi przystosowany", 1804, Drukarnia Xięży Pijarów, Warszawa.
- "Duch czyli treść dzieł Pani de Genlis albo Obrazy, charaktery, prawidła i myśli wyięte ze wszystkich", 1806, Wyd. Wilhelm Bogumił Korn, Wrocław.
- "Historya Xiężny de Cerifalco czyli dziewięcioletnie jey uwięzienie w lochu podziemnym przez nią samą" 1806 i 1821, różni wydawcy.
- "Nowy Belizar", 1809, 1818. Wyd. Józef Zawadzki, Wilno.
- "Wyspa dziecinna : historya prawdziwa", 1808, Wyd. J. Maj, Kraków.
- "Władysław Biliński czyli Fałszywy zapał do sztuk i umiejętności", 1808, Wyd. Wilhelm Bogumił Korn, Wrocław.
- "Książeczka dla podróżnych, z którey się wyrazów potrzebnych w podróży i w różnych zdarzeniach ludzki", 1810, 1825, 1829, różni wydawcy.
- "Dwie matki jednego dziecięcia czyli Matki rywalki", 1819, Wyd.: K. Szczepanski, Lublin.
- "Inez de Kastro : romans historyczny", 1823, Wyd. J. Pukszta, Warszawa.
- "Oblężenie Roszelli czyli Sumienie czyste pociechą iest w nieszczęściu" 1815, 1823, różni wydawcy.
- "Zuma czyli Odkrycie Chiny oraz Zenejda", 1825 i 1827, Zymel i Komp., Wilno.
- "Kwiaty albo artyści : powieść z dzieł P. Genlis wyjęta", 1829, Wyd. J. Dąbrowski, Warszawa.
- "Pamiętniki", 1985, Czytelnik. (wydane też w 1808 przez Korna we Wrocławiu)
- "Cudowny szafir czyli Talizman szczęścia : powiastka wschodnia", 2008, Oficyna Wydawnicza Tercja.